# エデン・アゲロ
エデン・アゲロ（Eden Agero、1990年9月17日 - ）は、ケニアのラグビーユニオン選手。

## プロフィール
- ケニア出身。
- ポジションはフランカー(FL)。
- 身長 186cm、体重 86kg

## 略歴
2021年、東京五輪の7人制ケニア代表に選ばれた。